# Håkan Dahlby
Håkan Dahlby, né le 15 septembre 1965 à Västerstad (Suède), est un tireur sportif suédois. 

## Palmarès
- Jeux olympiques de 2012 à Londres (Royaume-Uni) :
  -  Médaille d'argent sur l'épreuve de double trap.